# Okrag
Okrag (mađ. Okorág) je selo na krajnjem jugu Republike Mađarske.
Zauzima površinu od 11,85 km četvornih.

## Zemljopisni položaj
Nalazi se na 45° 55' sjeverne zemljopisne širine i 17° 53' istočne zemljopisne dužine.
Andrec je 7 km zapadno, Galambos odnosno prirodni rezervat Sentegatska šuma (mađ. Szentegáti-erdő természetvédelmi terület) i selo Szentegát su 5 km sjeverozapadno, Sumonjski ribnjak je 3 km sjeverno, Sumony je 5 km sjeveroistočno, Natfara je 6 km sjeveroistočno, Magyarmecske je 6 km istočno-sjeveroistočno, Gilvánfa je 6 km istočno-jugoistočno, Bešenca je 6 km jugoistočno, Ostrovo je 4 km jugoistočno, Kákics je 1,5, a kotarsko sjedište Šeljin je 4,5 km južno-jugozapadno te Marača je 3 km zapadno-jugozapadno.

## Upravna organizacija
Upravno pripada Šeljinskoj mikroregiji u Baranjskoj županiji. Poštanski broj je 7957. 

## Povijest
1978. je upravnom reorganizacijom selu Okragu pripojeno selo Mónosokor.

## Promet
1 km sjeverozapadno od sela prolazi željeznička pruga Selurinac-Šeljin, a na križanju ceste i pruge se nalazi željeznička postaja Okrag.

## Stanovništvo
Okrag ima 181 stanovnika (2001.). Mađari su većina. U selu ima 13% Roma. 58% stanovnika su rimokatolici, a 17% čine kalvinisti, dok bez vjere, neopredijeljeni i neizjašnjeni po vjeri čine četvrtinu.

## Vanjske poveznice
- Okrag[neaktivna poveznica] na fallingrain.com